# Buitre
Los buitres son aves rapaces del orden Accipitriformes que suelen alimentarse especialmente de animales muertos, aunque, a falta de estos, son capaces de cazar presas vivas. Los buitres se encuentran distribuidos por todos los continentes, excepto la Antártida y Oceanía. Los buitres del Nuevo Mundo (América) pertenecen a la familia Cathartidae, mientras que los del Viejo Mundo (el resto de continentes) son de la familia Accipitridae; sus semejanzas se deben a que están adaptados a un mismo nicho ecológico y a la convergencia evolutiva, no a que compartan un antepasado común.

## Características generales
Una característica particular de muchos buitres es su cabeza pelada, desprovista de plumaje. Esto puede deberse a que una cabeza con plumas se mancharía con sangre y otros fluidos durante la alimentación y sería difícil de mantener limpia.[cita requerida] Otra posible razón es que el tener menos plumaje reduce el volumen ocupado por sus cabezas durante la alimentación, lo que les dificultaría alimentarse cuando están en grandes números. Salvo algunas excepciones, no matan ellos mismos a sus víctimas, pues carecen de garras poderosas; las que tienen son cortas y romas, más adaptadas para andar que para matar. Algunos poseen lenguas especializadas que les permiten alimentarse con rapidez de la carne blanda y quizás extraer el tuétano de los huesos. Todos están adaptados para volar a gran altura. Entre los buitres del Nuevo Mundo figuran los cóndores, que son las mayores aves voladoras, pero algunas de las especies del Viejo Mundo no les van a la zaga, con más de 6,5 kg (kilogramos) de peso y 2,5 m (metros) de envergadura. La más pequeña, pero no la más débil, es el alimoche común, Neophron percnopterus.
Por norma general los buitres son aves de gran tamaño. Por esta razón utilizan las corrientes térmicas para elevarse y mantener los largos planeos que necesitan para patrullar grandes extensiones en busca de carroña.
A sus prácticas carroñeras se une el hábito de adherir a sus patas cuando tienen calor una sustancia producto de la combinación de sus heces y orina que les ayuda a moderar su temperatura corporal, dado que carecen de glándulas sudoríparas. Increíblemente, se ha descubierto que esta sustancia es más eficaz que el sudor para el mismo cometido. Además, los científicos hallaron en la orina del buitre amoníaco, el cual con seguridad le sirve para exterminar a casi todas las bacterias con las que inevitablemente establece contacto mientras se alimenta.

## Tipos de buitres
El término buitre no tiene ningún significado taxonómico, ya que bajo esta denominación se incluyen dos grupos no relacionados entre sí:
- Los buitres del Viejo Mundo pertenecen a la familia de los accipítridos, la cual incluye también a las águilas y a los azores. Estos se encuentran en África, Asia y Europa. Encuentran animales muertos durante el vuelo principalmente por la vista.
- Los buitres americanos o del Nuevo Mundo, como los cóndores, no se encuentran emparentados con la familia de los accipítridos, sino que pertenecen a la familia de los catártidos. Poseen un buen sentido del olfato, inusual en un ave de rapiña. Se encuentran solamente en América.

Los buitres americanos se diferencian de las especies del Viejo Mundo en la posesión de orificios nasales «accesibles», que se abren a través de la punta del pico. El dedo posterior es rudimentario y está colocado más alto que los tres delanteros. Poseen grandes cavidades olfativas y, aparentemente, un cierto sentido del olfato, aunque no lo usan para localizar a las presas.[cita requerida] En América se han localizado a veces escapes en tuberías de gas gracias a observar el vuelo de los buitres en torno a estas, sin duda atraídos por el mal olor de una ínfima cantidad de materia química añadida al gas.
Como ya se mencionó, las similitudes entre ambos grupos se deben a la evolución convergente más que a una relación cercana.

## Buitres del Nuevo Mundo
Hay siete especies de buitres del Nuevo Mundo: dos grandes cóndores, Vultur y Gymnogyps; el buitre real, Sarcorhamphus cuyo plumaje es pardo y blanco, con la piel desnuda de la cabeza y del cuello de vivos colores anaranjados, rojos, azules y púrpuras; el buitre de cuello rojo, Cathartes, y el zopilote (Coragyps atratus), ave de pequeño tamaño y muy abundante. Todos se alimentan de carne, pero parece ser que el último come también vegetales podridos o muy maduros.

## Buitres del Viejo Mundo
Los buitres del Viejo Mundo suman catorce especies, incluidas en ocho géneros, todos, menos uno, monotípicos. Dos de ellas, el alimoche común y el quebrantahuesos (Gypaetus barbatus) no son completamente calvas, como es habitual, sino que parte de su cabeza está cubierta por plumas. El alimoche sombrío, Necrosyrtes monachus, común en casi toda el África subsahariana, es relativamente pequeño para ser un buitre. Se alimenta de carroña y basura, especialmente cerca de las viviendas humanas, y es el único buitre africano que se encuentra a menudo en las zonas de bosques. Los buitres del género Gyps incluyen siete especies que viven en espacios abiertos o áreas montañosas, en todo el sur de Europa, en Asia y en África, y muestran hábitos gregarios. En principio, estuvieron divididos en dos géneros: Pseudogyps, con dos especies y Gyps, con cinco. Sin embargo, el buitre común indio Gyps indicus, presenta hábitos intermedios, por lo cual es preferible agruparlos a todos en un solo género. Son conocidos colectivamente como buitres de dorso blanco y comunes. Finalmente, hay cuatro especies de buitres muy grandes, más especializados y de hábitos más solitarios: el buitre orejudo y el de cabeza blanca, Torgos tracheliotos y Trigonoceps occipitalis, africanos, el buitre calvo, Sarcogyps calvus, asiático, que es negro, con la cabeza y el cuello de un rojo brillante, y el buitre negro Aegypius monachus, euroasiático.

## Hábitos alimentarios

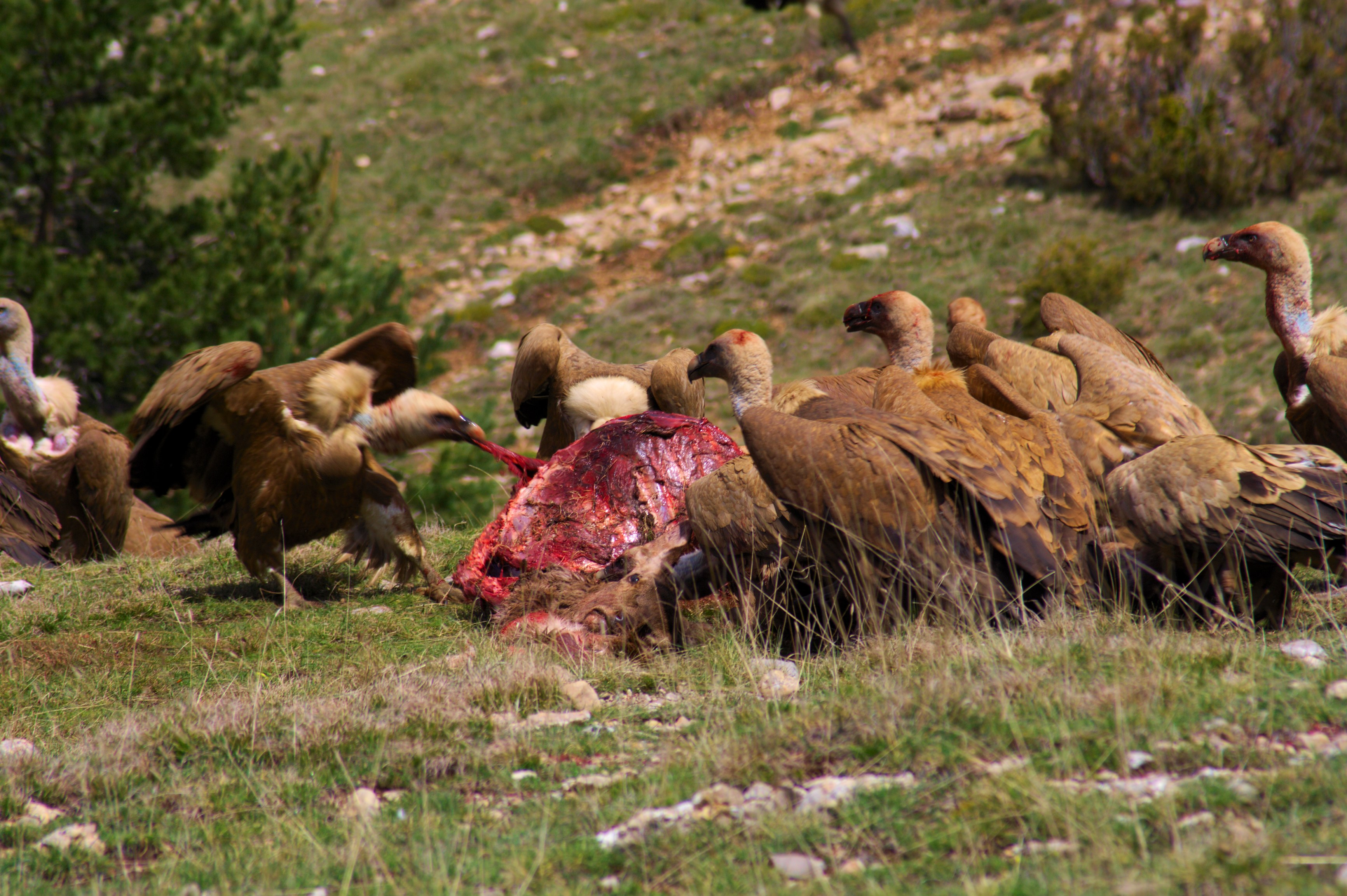
Buitres leonados alimentándose de una cierva en la Reserva Natural de Caza de Boumort, Lérida.

Los hábitos alimentarios de las especies del Nuevo Mundo han sido descritos menos detalladamente que los de los del Viejo Mundo. Sin embargo, todos localizan a sus presas exclusivamente mediante la vista, y no con el olfato.[cita requerida] Probablemente poseen una vista muy aguda, aunque no tanto como la de algunas rapaces que se alimentan de pequeños animales en movimiento. Los buitres pueden ver grandes animales muertos, o divisarse unos a otros, a distancias de varios kilómetros. Observan también a otras aves, y hasta a los leones y las hienas cuando estos andan en busca de alimentos. Como localizan a sus víctimas mediante la vista, no pueden hacerlo en zonas boscosas y, dado su poco sentido del olfato, no encontrarán un animal muerto, aunque este se halle en un espacio abierto, si está cubierto por algún matorral o por hierbas. Por lo general, solo se alimentan durante el día, pero en la India, tanto los buitres calvos como los de dorso blanco Gyps bengalensis, lo hacen a la luz de la luna para aprovechar las víctimas abandonadas por los tigres.

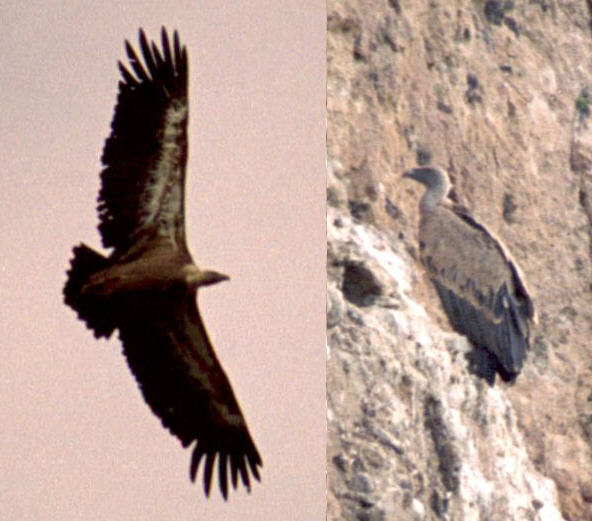
Buitre leonado planeando en busca de alimento.

En lugares donde cohabitan varias especies, como África e India, se dividen en tres tipos ecológicos principales: los buitres gregarios, de gran tamaño (buitres comunes y de dorso blanco), que se alimentan, hasta 100 al mismo tiempo, de animales muertos; los buitres solitarios, grandes y poderosos (Aegypius, Torgos, Sarcogyps), y los buitres pequeños y de pico débil, como los alimoches.
Los hábitos alimenticios de cada tipo son bastante diferenciados, lo cual permite que todos sobrevivan. Los grandes buitres sociales pueden subdividirse ecológicamente en buitres de dorso blanco (anteriormente Pseudogyps), que suelen criar en los árboles, y los buitres comunes (Gyps), que lo hacen colonialmente y en las rocas. Sin embargo, el buitre indio, perteneciente a la última clase, cría también en los árboles. En general, solo convive una especie de cada uno de los dos grupos últimamente mencionados, pero en el norte de la India se ha visto tres especies de las que crían en las rocas (B. himalayensis, G. fulvos y G. indicus) alimentándose a la vez del mismo animal muerto, así como a dos especies que criaban juntas.
Los grandes buitres solitarios cazan y descansan solos o en parejas. Raramente se reúnen en grupos de más de diez. Se sospecha que matan algunos animales pequeños y desde luego, polluelos, e incluso adultos, de flamenco. Cuando han advertido un cadáver, se tornan muy agresivos, e incluso arrebatan trozos de carne a otros buitres (orejudos o calvos) y penetran a través de una gran masa de estos para llegar hasta la carne y huesos. Su pico, grueso y poderoso, les permite rasgar pieles y tendones. Por el contrario, los buitres comunes y los de dorso blanco se alimentan de carnes tiernas y de entrañas. Su lengua tiene forma tubular y efectúa un movimiento dirigido hacia atrás que les permite tirar de la carne hasta introducirla en la garganta, y su cuello y su pico son largos y delgados, aptos para penetrar por aberturas y hasta dentro de la cavidad del cuerpo de la presa. Quizás los que más se les parecen en este aspecto son los cóndores del Nuevo Mundo. Los alimoches, de pico débil, no pueden competir con ninguna de las especies más grandes, pero recogen sus despojos. Su fino pico les permite, por otra parte, alcanzar partículas de carne que aquellas no pueden conseguir por tener el pico más grueso.
Generalmente, los buitres comienzan alimentándose a través de los orificios naturales del cadáver, como orejas y ano, por lo que están expuestos a todo tipo de bacterias que para otro animal resultarían peligrosas. Su aparato digestivo es uno de los más fuertes de la fauna salvaje, pues posee niveles de acidez que matan cualquier tipo de bacteria dañina proveniente de excrementos o carne podrida.

## Simbolismo

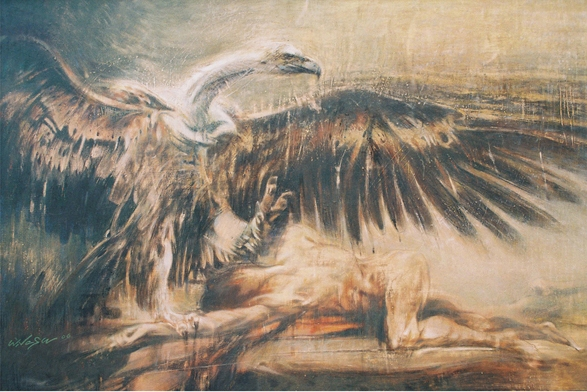
Buitre de artista mexicano Antonio García Vega.

Los egipcios miraban con mucho respeto esta ave y la tenían como un símbolo de Nest. Según ellos, el buitre servía también para indicar la vista, el conocimiento de lo venidero, el año, el cielo, etc. Denotaba también la maternidad porque ellos creían que no había sino buitres hembras y que se reproducían por un modo particular. Simbolizaban la vista porque pensaban que era entre todos los animales el que la tiene más perspicaz.
Los judíos los consideraban uno de los animales impuros ya que Yahvé les prohibió comerlos.
El buitre según la mitología romana era un ave consagrada a Marte y a Juno, tal vez por razón del mal que supuestamente hacen estas divinidades a los hombres. Al tiempo de Rómulo, su vuelo era consultado en los auspicios y su aparición era de buen agüero. Los poetas han hecho de él un símbolo de la codicia, de la avaricia y de la crueldad.